# Wybory prezydenckie w Austrii w 2016 roku
Wybory prezydenckie w Austrii w 2016 roku – wybory prezydenckie w Austrii przeprowadzone w terminie 24 kwietnia 2016 (I tura), 22 maja i 4 grudnia 2016 (II tura) (wcześniej miałyby się odbyć 2 października). W trzynastych wyborach od 1951 roku wystartowało sześciu kandydatów Norbert Hofer (FPÖ), Alexander Van der Bellen (niezależny, popierany przez Zielonych), Irmgard Griss (niezależna), Rudolf Hundstorfer (SPÖ), Andreas Khol (ÖVP) i Richard Lugner (niezależny). Wyniki drugiej tury zostały jednak unieważnione decyzją Trybunału Konstytucyjnego.

## Wyniki I tury wyborów
I turę z wynikiem 35,1% wygrał Norbert Hofer reprezentujący Wolnościową Partię Austrii przed niezależnym kandydatem Alexandrem Van der Bellenem (21,3%). Frekwencja wyborcza wyniosła 68,5%.
| Kandydat                 | Kandydat                 | Liczba głosów | %     |
| ------------------------ | ------------------------ | ------------- | ----- |
|                          | Norbert Hofer            | 1 499 971     | 35,1% |
|                          | Alexander Van der Bellen | 913 218       | 21,3% |
|                          | Irmgard Griss            | 810 641       | 18,9% |
|                          | Rudolf Hundstorfer       | 482 790       | 11,3% |
|                          | Andreas Khol             | 475 767       | 11,1% |
|                          | Richard Lugner           | 96 783        | 2,3%  |
| Głosy ważne              | Głosy ważne              | 4 279 170     | 100%  |
| Głosy nieważne           | Głosy nieważne           | 92 655        | 2,10% |
| Razem                    | Razem                    | 4 371 825     |       |
| Uprawnieni do głosowania | Uprawnieni do głosowania | 6 382 507     |       |
| Źródło:                  |                          |               |       |

## Wyniki II tury wyborów
Nieznacznie drugą turę wyborów prezydenckich wygrał Alexander Van der Bellen (50,3% głosów) przed Norbertem Hoferem (FPÖ) (49,7% głosów). Frekwencja wyborcza wyniosła 72,70%
| Kandydat                 | Kandydat                 | Liczba głosów (anulowane) | II tura (22.05.2016) [%] | Liczba głosów | II tura (4.12.2016) [%] |
| ------------------------ | ------------------------ | ------------------------- | ------------------------ | ------------- | ----------------------- |
|                          | Alexander Van der Bellen | 2 251 517                 | 50,30%                   | 2 472 892     | 53,8%                   |
|                          | Norbert Hofer            | 2 220 654                 | 49,70%                   | 2 124 661     | 46,2%                   |
| Głosy ważne              | Głosy ważne              | 4 472 171                 | 100%                     | 4 597 553     |                         |
| Głosy nieważne           | Głosy nieważne           | 164 875                   | 3,60%                    | 151 786       |                         |
| Razem                    | Razem                    | 4 637 046                 |                          | 4 749 339     |                         |
| Uprawnieni do głosowania | Uprawnieni do głosowania | 6 382 507                 |                          | 6 399 607     |                         |
| Źródło:                  |                          |                           |                          |               |                         |

## Unieważnienie II tury wyborów
8 czerwca 2016 do austriackiego Trybunału Konstytucyjnego wpłynął wniosek zaskarżający wyniki drugiej tury wyborów prezydenckich. Dokument został przesłany przez przewodniczącego Wolnościowej Partii Austrii Heinza-Christiana Strache. Zdaniem przewodniczącego FPÖ do nieprawidłowości miało dojść w ponad 90 okręgach (na 117), z czego w 82 wstępne sortowanie kart odbywało się przed pojawieniem się komisji w lokalach wyborczych. Ponadto wskazano m.in. na rozsyłanie w niektórych okręgach kopert na głosy w niewłaściwych kolorach czy też głosowanie osób poniżej 16. roku lub bez austriackiego obywatelstwa. Wcześniej Strache informował, że do nieścisłości doszło w trakcie liczenia głosów korespondencyjnych (po przeliczeniu głosów oddanych bezpośrednio w lokalach wyborczych prowadził Norbert Hofer).
1 lipca 2016 Trybunał Konstytucyjny rozstrzygnięciem W I 6/2016 unieważnił drugą turę wyborów prezydenckich. Zgodnie z konstytucją do czasu przeprowadzenia nowych wyborów władzę prezydencką będzie pełniło trzech przewodniczących Rady Narodowej.
Zdaniem Trybunału Konstytucyjnego wybory odbyły się bez oszustw oraz manipulacji, niemniej skala potwierdzonych nieprawidłowości (np. otwieranie kopert z kartami wyborczymi przed przybyciem komisji do lokalu wyborczego czy też zliczanie głosów przez osoby nieupoważnione) mogła mieć wpływ na wynik głosowania.
Powtórzona druga tura wyborów prezydenckich miała się odbyć 2 października 2016, ale przesunięto ją na 4 grudnia 2016.